# British Home Championship 1910
British Home Championship 1910 – dwudziesta szósta edycją turnieju piłki nożnej między reprezentacjami z Wielkiej Brytanii. Tytułu broniła Anglia, jednak straciła go na rzecz Szkocji.

## Turniej
| 12 lutego 1910 | Irlandia · Thompson | 1 : 1 | Anglia · Fleming | Solitude Ground, Belfast |
|                |                     |       |                  |                          |

| 5 marca 1910 | Szkocja · Devine | 1 : 0 | Walia | Rugby Park, Kilmarnock |
|              |                  |       |       |                        |

| 14 marca 1910 | Walia | 0 : 1 | Anglia · Ducat | Arms Park, Cardiff |
|               |       |       |                |                    |

| 19 marca 1910 | Irlandia · Thompson | 1 : 0 | Szkocja | Windsor Park, Belfast |
|               |                     |       |         |                       |

| 2 kwietnia 1910 | Szkocja · McMenemy · Quinn | 2 : 0 | Anglia | Hampden Park, Glasgow |
|                 |                            |       |        |                       |

| 11 kwietnia 1910 | Walia · Morris · Evans | 4 : 1 | Irlandia · Darling | Racecourse Ground, Wrexham |
|                  |                        |       |                    |                            |

## Tabela
| Msc. | Zespół   | M | W | R | P | Pkt+ | Pkt- | Pkt |
| ---- | -------- | - | - | - | - | ---- | ---- | --- |
| 1    | Szkocja  | 3 | 2 | 0 | 1 | 3    | 1    | 4   |
| 2    | Anglia   | 3 | 1 | 1 | 1 | 2    | 3    | 3   |
| 2    | Irlandia | 3 | 1 | 1 | 1 | 3    | 5    | 3   |
| 4    | Walia    | 3 | 1 | 0 | 2 | 4    | 3    | 2   |

## Strzelcy
2 gole
- Frank Thompson
- Grenville Morris
- Robert Evans

1 gol
- Harold Fleming
- Archie Devine
- Andrew Ducat
- Jimmy McMenemy
- Jimmy Quinn
- Johnny Darling